# Омікрон-варіант SARS-CoV-2
Омікрон-варіант SARS-CoV-2, також відомий як лінія поколінь B.1.1.529 — варіант вірусу SARS-CoV-2, що вирізняється великою кількістю мутацій у пепломерах. Уперше ідентифікований у Ботсвані та Південно-Африканській Республіці в листопаді 2021 року.

## Назва
Всесвітня організація охорони здоров'я надала штаму назву відповідно до 15-ї літери грецького алфавіту — «Омікрон». Має велику кількість мутацій. Уперше штам B.1.1.529 виявили в ПАР 24 листопада 2021 року.
Для уникнення асоціації назви штамів з назвами країн ВООЗ ввела позначення за літерами грецької абетки.

## Особливості

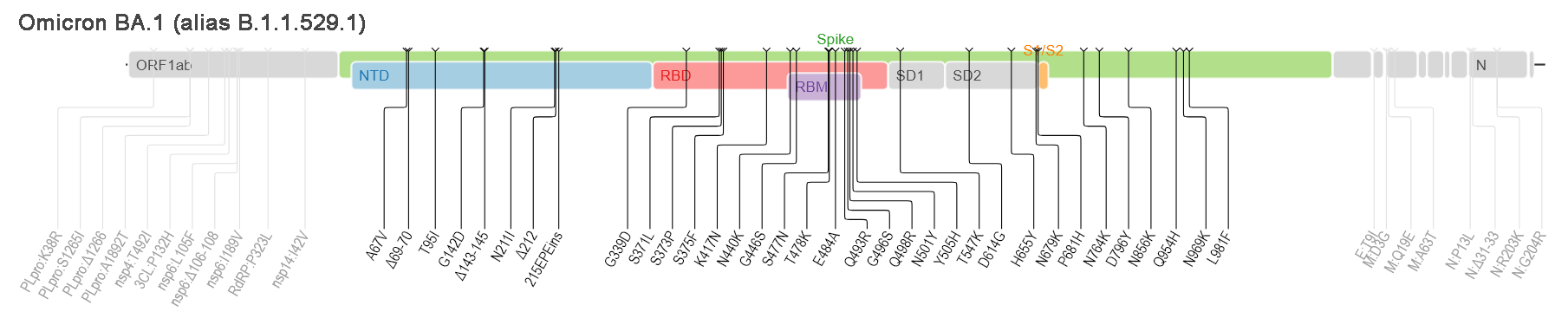
Мутації глікопротеїнів у варіанті B.1.1.529 (омікрон).

B.1.1.529 є представником лінії поколінь B.1.1 і вирізняється спайковими мутаціями A67V, Δ69-70, T95I, G142D/Δ143-145, Δ211/L212I, ins214EPE, G339D, S371L, S373P, S375F, K417N, N440K, G446S, S477N, T478K, E484A, Q493K, G496S, Q498R, N501Y, Y505H, T547K, D614G, H655Y, N679K, P681H, N764K, D796Y, N856K, Q954H, N969K і L981F, а також мутацією ORF1b: T2163I, що відома з дельта-субваріанта AY, широко розповсюдженого у Європі.
26 листопада 2021 року компанія BioNTech розпочала дослідження ефективності вакцини Comirnaty проти цього варіанта вірусу. 28 листопада Генеральний директор компанії Moderna Пол Бертон також заявив, що вони тестують вакцину від цього штаму коронавірусу, та вона може бути випущена вже на початку 2022 року.
Британські вчені вважають, що цей штам може бути заразнішим під час поширення через повітря, а також можливо долатиме імунітет від вакцинації.
Контагіозність. Невідомо, чи має штам підвищену контагіозність (здатність легше передаватися від людини до людини) в порівнянні з іншими варіантами.
Тяжкість захворювання. Невідомо, чи викликає штам тяжкий перебіг захворювання порівняно з іншими варіантами.
Перші випадки зараження було виявлено серед студентів. Всі варіанти вірусного збудника COVID-19, включаючи домінуючий варіант «дельта», можуть викликати тяжкий перебіг хвороби і призводити до смерті хворого.

### Підвид ВА.2
Дослідники встановили існування трьох підліній Омікрона. «Стандартний» підряд тепер називається BA.1/B.1.1.529.1, а два інших підряду відомі як BA.2/B.1.1.529.2 і BA. 3/B.1.1.529.3. Вони мають багато мутацій, але також істотно відрізняються. BA.1 і BA.2 мають 32 мутації, але відрізняються на 28. Це робить їх такими ж різними, як і деякі інші основні варіанти, і було запропоновано, що BA.2 має отримати власну назву на основі грецького алфавіту.

## Офіційна оцінка
BJJP скликала екстрену нараду для обговорення нового варіанту коронавірусу 26 листопада. У ВООЗ оцінили ризик розповсюдження штаму на глобальному рівні, назвавши його «дуже високим». Європейський центр із запобігання та контролю захворювань також заявив, що штам стійкіший до вакцин та може швидше поширитися. У Японії Державний інститут інфекційних захворювань присвоїв найвищий рівень небезпеки нового штаму.

## Розповсюдження
Уперше варіант ідентифіковано 9 листопада 2021 року в Ботсвані, а пізніше в ПАР. Щонайменше один носій прилетів до Гонконгу; в Ізраїлі вірус ідентифіковано в одного з пасажирів, що прилетів із Малаві, у двох із ПАР і в одного з Мадагаскару.
У Європі станом на 26 листопада 2021 року один підтверджений випадок у Бельгії; припускали, пасажир заразився в Єгипті до 11 листопада. Станом на 28 листопада в Канаді виявили 2 випадки інфікування новим штамом коронавірусу з ПАР в Оттаві, обидва інфікованих приїхали з Нігерії. У Росії також підтвердили перші випадки зараження новим штамом коронавірусу
Станом на середину грудня 2021 року число заражень цим штамом у світі подвоювалося кожні 2-3 дні, у той же час цей штам переважав над усіма іншими виявленими штамами в Лондоні (51,8 % виявлених випадків). 24 грудня штам уже було виявлено в 110 країнах.

## Превентивні заходи
26 листопада 2021 року Німеччина, Італія і Британія заборонили в'їзд осіб із ПАР. Європейська комісія розглядає можливість припинення авіасполучення з цією країною.
Також через загрозу поширення нового варіанту коронавірусу уряди деяких країн (зокрема, Іспанія, Філіппіни, Італія, Чехія, Японія) почали вводити обмеження на польоти в країни Південної Африки. Заборону на поїздки до більшої частини Африки після виявлення нового варіанту вірусу B. 1.1.529 ввів Ізраїль. 29 листопада Японія також посилила охорону кордонів. Міністерство закордонних справ України рекомендувало утриматися від поїздок до семи країн Африки.